# Лесбофобия
Лесбофобията в английски език като съществуващо понятие, а в българския като съществуваща тенденция (жаргонните: лесби, лезба, лизбийка и т.н.), обхваща различните форми на негативизъм към жените лесбийки, към тяхната индивидуалност, сексуалност и т.н.
Базирани на категориите за секс или биологичен пол (по необходимост съвпадащ със социопола), сексуалната ориентация, идентичността на лесбийките, изразяването на социопола, тези негативности включват предразсъдъци, дискриминация, обида в допълнение на поведения и чувства вариращи от презрение или страх до неприязън, враждебност и дори омраза. Като такава, лесбофобията е сексизъм към жените лесбийки, който се пресича с общата хомофобия и обратното. Синтия Петерсън, професор в Университета в Отава, дефинира лесбофобията, като „включваща страх, че жените обичат друга жена, точно както подобен страх има по отношение, че мъжете могат да обичат друга жена“ (т.е. ревност).
|  | Тази страница частично или изцяло представлява превод на страницата Lesbophobia в Уикипедия на английски. Оригиналният текст, както и този превод, са защитени от Лиценза „Криейтив Комънс – Признание – Споделяне на споделеното“, а за съдържание, създадено преди юни 2009 година – от Лиценза за свободна документация на ГНУ. Прегледайте историята на редакциите на оригиналната страница, както и на преводната страница, за да видите списъка на съавторите. ВАЖНО: Този шаблон се отнася единствено до авторските права върху съдържанието на статията. Добавянето му не отменя изискването да се посочват конкретни източници на твърденията, които да бъдат благонадеждни. |